# ملعب بارك رود
ملعب كرة قدم بارك رود في تشيدل، مانشستر، إنجلترا. هو الملعب الرئيسي لنادي تشيدل تاون لكرة القدم في المقاطعات الشمالية الغربية. يتسع لـ 2000 شخص، منها 100 مقعد.

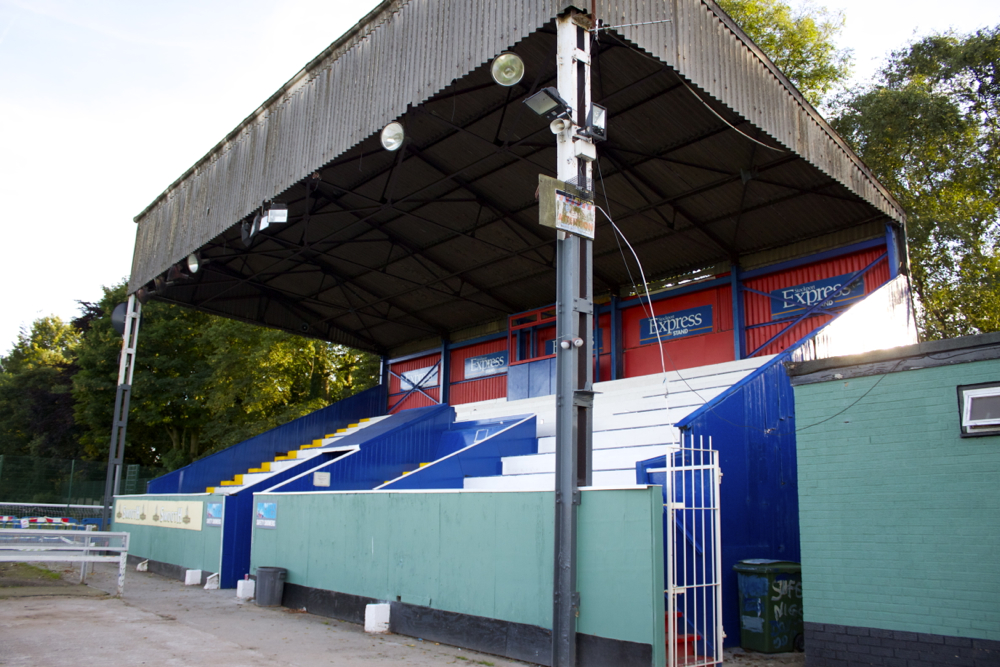
المدرج

## التاريخ
شُيِّد ملعب بارك رود في الخمسينيات من القرن الماضي ليكون بمثابة ملعب تدريب لمانشستر سيتي. الملعب مملوك لمجلس ستوكبورت متروبوليتان بورو. خلال كأس العالم لكرة القدم عام 1966، كان موقع المعسكر التدريبي لمنتخب البرتغال لكرة القدم. في عام 1982، تنازل مانشستر سيتي عن عقد إيجارملعب بارك رود إلى جراسمير روفرز (الذي تم تسميته تشيدل تاون بعد عام). في عام 1993، تم استخدامه كقاعدة لمدرسة تدريب لكرة القدم يديرها المنتخب البرازيل لكرة القدم جارزينيو. في عام 1995، تم تركيب الأضواء الكاشفة لأول مرة وتم الاحتفال بذلك بمباراة افتتاحية بين تشيدل تاون ومانشستر يونايتد.
نقل نادي تشيدل تاون مباراتهم لدوري المقاطعات الشمالي الغربي 2005–06 الدرجة الثانية في 2005 على أرضهم ضد نادي مانشستر يونايتد من بارك رود إلى إيدجلي بارك لستوكبورت كاونتي في ستوك بورت بسبب أعداد الجماهير. قاموا أيضًا بنقل مباراة كأس تحدي لكرة القدم في المقاطعات الشمالية الغربية ضد نادي مانشستر يونايتد من بارك رود إلى ملعب تامسايد لنادي كرزون أشتون بسبب إصرار مسؤول الصحة والسلامة في مجلس ستوكبورت على أن بارك رود غير آمن لاستضافة أعداد كبيرة من الحضور. وبعد أن قام فريق اتحاد الرغبي سيل شارك باستخدام حق النقض ضدهم باستخدام ملعب إيدجلي بارك مرة أخرى.
خلال موسم 2012-2013، تعرض ملعب بارك رود لسلسلة من التخريب. قبل الموسم، قام المخربون بتمزيق الخشب من الجزء الخلفي من المدرج الرئيسي ودمروا نظام الدوائر التلفزيونية المغلقة. في يناير تعرض الملعب لحريق متعمد لكنه لم يتسبب في أي ضرر للملعب.